# Річард Вілсон (футболіст)
Річард Вілсон (англ. Richard H. Wilson; нар. 8 травня 1956, Нельсон, Нова Зеландія) — новозеландський футболіст, воротар.

## Клубна кар'єра
Футбольну кар'єру розпочав 1974 році в «Вулстоні ВМК», в якому виступав до 1978 року. Потім у 1979 році виступав за «Нельсон Юайтед», після чого перебрався до австралійської «Канберри Сіті». У столичному клубі виступав протягом двох сезонів, після чого перебрався в «Престон Македонія». Після виступів в Австралії повернувся на батьківщину, де підсилив «Маунт Маунгануі».
У 1987 році переїхав до Англії, де підписав контракт з «Грентем Таун» з Південної футбольної ліги (7 матчів). Після цього опинився в «Лінкольн Сіті», за який зіграв 10 матчів у Національній конференції 1987/88. У 1988 році перейшов у «Кеттерінг Таун», який зайнявши друге місце в Національній конференції 1988/89 років (на вісім очок його команду випередив «Мейдстоун Юнайтед»). Того ж сезону допоміг команді виграв Кубок Маунселла 1988/89.
У 1996 році повернувся до Нової Зеландії, де став граючим головним тренером «Ейвон Юнайтед».

## Кар'єра в збірній
У складі збірної Нової Зеландії дебютував 1979 року. У футболці національної збірної Нової Зеландії зіграв 26 офіційних матчів.
Незважаючи на те, що Річард був основним воротарем під час кваліфікації чемпіонату світу 1982 року, на фінальній частині турніру в Іспанії залишився дублером Френка ван Гаттума. Протягом тривалого періоду часу Вілсон утримував рекорд за кількістю «сухих» хвилин (921) у кваліфікаційних та фінальних етапах чемпіонатів світу (зокрема, в поєдинках проти Фіджі (двічі), Тайваню (двічі), Індонезії (двічі), Китаю (двічі) та Австралії (один поєдинок)). Його рекорд за кількістю «сухих» хвилин перервався під час домашнього кваліфікаційного поєдинку чемпіонату світу проти Кувейту. Кувейт отримав право пробити пенальті, який в спірному епізоді призначив індонезійський арбітр. Вілсон в ефектному стрибку відбив 11-метровий штрафний удар, але через 10 хвилин суддя призначив ще один пенальті. Другий пенальті кувейтці реалізували й перервали «суху» серію Річарда. Виконання другого штрафу затрималося на декілька хвилин після того, як шалений фанат вибіг на поле, щоб пародіювати суддю.
Кар'єру в збірній завершив 1984 року.